# Ozarba micropunctata
Ozarba micropunctata är en fjärilsart som beskrevs av Emilio Berio 1959. Ozarba micropunctata ingår i släktet Ozarba och familjen nattflyn. Inga underarter finns listade i Catalogue of Life.